# Pangshura smithii
Pangshura smithii là một loài rùa trong họ Emydidae. Loài này được Gray mô tả khoa học đầu tiên năm 1863.